# 粗飼料
粗飼料（そしりょう）とは、家畜に給与する飼料の中で、生草、サイレージ、乾草、わら類等を指す。
反芻家畜にとって粗飼料は反芻胃の機能を維持するために不可欠であり、主要なエネルギー、栄養素補給源となるが、一般に粗飼料の栄養価は濃厚飼料に比べて低く、繊維含量が高いため重量当たりの容積は濃厚飼料よりも大きい。
しかし、トウモロコシやソルガムのサイレージや出穂前の牧草の中には濃厚飼料に匹敵する栄養価をもつものもある。
逆に、わら類のように繊維含量が高く、栄養価の低いものを低質粗飼料と呼ぶ。

## 粗飼料の種類
生草
水分を多く含み(80％前後)、保存が困難なため収穫後速やかに給与する必要がある。
- 牧草類
- 青刈飼料作物類
- 根果菜類
- 野草類
- 樹葉類

サイレージ
牧草や飼料作物を嫌気状態で貯蔵し、発酵させたもの。長期の貯蔵が可能なため、貯蔵飼料として用いられる。
乾草
牧草や飼料作物を乾燥して貯蔵するもの。水分を15%以下に調製するのが望ましい。
わら類
米や麦などの種実用作物のわら。他の粗飼料よりも栄養価が低く、繊維分が多い。主に肉用牛の反芻胃機能維持に用いられる。